# Kate Ryan
Kate Ryan (tên khai sinh Katrien Verbeeck, sinh ngày 22 tháng 7 năm 1980) là một ca sĩ và nhạc sĩ người Bỉ, đồng thời là người chiến thắng Giải thưởng Âm nhạc Thế giới. Cô bắt đầu sự nghiệp ca hát của mình vào năm 2001 và sau đó nổi tiếng với hàng loạt bản hit dance. Những trang bìa này bao gồm, hầu hết là của Mylène Farmer và France Gall, chẳng hạn như "Désenchantée", "Libertine", và "Ella, elle l'a", và "Voyage Voyage" của Desireless, cũng như vật liệu mới. Ryan đại diện cho Bỉ trong Eurovision Song Contest 2006 với "Je t'adore" đứng ở vị trí thứ 12 trong trận bán kết.

## Danh sách album
- Different (2002)
- Stronger (2004)
- Alive (2006)
- Free (2008)

## Đĩa đơn
- "Scream For More" (2002)
- "UR (My Love)" (2002)
- "Désenchantée" (2002)
- "Mon Cœur Résiste Encore" (2002)
- "Libertine" (2002)
- "Only If I" (2004)
- "The Promise You Made"/"La Promesse" (2004)
- "Goodbye" (2005)
- "Je t'adore" (2006)
- "Alive" (2006)
- "All For You" (2006)
- "Voyage Voyage"/"We All Belong" (2007)
- "L.I.L.Y. (Like I Love You)" (2007)
- "Ella Elle l'a"(2008)